# Två pistoler
Två pistoler är en roman av Klas Östergren utgiven år 2021.
Romanen handlar om den åldrade Adolf Fredrik Munck som i landsflykt i Italien tänker tillbaka på sin tid som hovstallmästare vid Gustav III:s hov.

## Mottagande
Romanen fick ett positivt mottagande av flera kritiker. "Få är bättre lämpade än Klas Östergren att berätta historien om Adolf Fredrik Munck och Gustav III" skrev Malin Ullgren under rubriken "Klas Östergrens ”Två pistoler” är laddad med ren och skär läsglädje" i Dagens Nyheter. Claes Wahlin i Aftonbladet tyckte att "det lyser och skimrar kring språket. Här finns en kvickhet, en esprit värdig det sekelslut som handlingen utspelas i" och att det är en roman som rymmer både komedi och tragedi. "Det är få författare förunnat att kunna berätta bortom tid och rum, att levandegöra historien och människorna i den. Klas Östergren är en av de lyckligt lottade" skrev Jimmy Vulovic i Kristianstadsbladet. Yukiko Duke i Vi läser tyckte att "denna kortroman är en fin meditation över åldrandets plåga, brytningstiders ovisshet och pandemiers skoningslösa framfart."